# Stora Tallholmen, Raseborg
Stora Tallholmen är en ö i Finland. Den ligger i Finska viken och i kommunen Raseborg i den ekonomiska regionen  Raseborg i landskapet Nyland, i den södra delen av landet. Ön ligger omkring 90 kilometer väster om Helsingfors.
Öns area är 6 hektar och dess största längd är 440 meter i öst-västlig riktning.